# Jan Řehák
Jan Řehák (* 19. září 1939, Náchod) je český sociolog a statistik. Je zakladatelem společnosti ACREA.

## Kariéra
Jan Řehák je absolventem matematicko-fyzikální fakulty Karlovy univerzity v Praze oboru deskriptivní geometrie (1962) a oboru matematické statistiky (1969). Dále je absolventem University of Michigan v Ann Arbor oboru matematika, matematická sociologie a výběrová šetření (1969). Účastnil se stáže v Survey Research Center (SRC ISR) Leslieho Kishe.

V letech 1965 až 1999 pracoval v Akademii věd České republiky, a to v Sociologickém ústavu v oddělení metodologie (1965–1970), jehož byl spolu s Michalem Illnerem a dalšími pod vedením Václava Lamsera spoluzakladatelem, v Ústavu pro filozofii a sociologii (1970–1986), v Geografickém ústavu (1986–1988) a v Ústavu ekonomických a sociologických výzkumů (1988–1991). Do znovu založeného Sociologického ústavu se vrátil v roce 1991.

Věnoval se rovněž pedagogické činnosti na univerzitě, a to na Fakultě sociálních věd Univerzity Karlovy, kde přednášel statistické metody (1969–1971), na Filozofické fakultě Univerzity Karlovy (1971–1978), na znovu založené Fakultě sociálních věd UK (1990–1997). V letech 1993 až 1997 se věnoval organizace množství kurzů a seminářů na Vysoké škole ekonomické v Praze.

Společně s Irenou Bártovou založil v roce 1992 společnost SC & C - Marketing & Social Research, která se zabývá sběrem a analýzou dat předvolebních výzkumů a je důležitým sociologickým pracovištěm v oblasti sběru dat. Dále opět s Irenou Bártovou založil v roce 1998 společnost SPSS CR (od roku 2011 ACREA CR), která je výhradním distributorem softwaru IBM SPSS v České republice. Zároveň založené Centrum výuky SPSS CR významně napomáhá zvyšování kvalifikace vysokoškolských pedagogů v oblasti statistiky. V roce 1995 se stal jedním ze zakladatelů věhlasné Jacob International Society for Collaborative Studies.

Pravidelně přispívá do online Sociologické encyklopedie, na které má zatím okolo 100 článků, zabývající se především analýzou dat (explorační analýza, kauzální analýza, regresní analýza atd.) a statistikou (chí-kvadrát, statistické testy, korelace, program SPSS atd.).

## Výzkum
V rámci své výzkumné činnosti se Jan Řehák zabýval obecnou i konkrétní výzkumnou sociologickou metodologií. Je autorem originálních metod LINDA (metoda pro vytváření percepčních, korespondenčních, konkurenčních map), seskupování kontingenční tabulky, D-model (analýza geograficky určených jevů), doplnění metody znaménkového schématu, různé praktické koeficienty asociace. Zavedl do praxe metody práce se zobecněnými typy proměnných (např. kategorie v prostoru), realizoval studie reliability sociologických měření a do praxe sociálního výzkumu zavedl rozhodovací a predikční postupy data miningu (např. predikce voleb). Dále se věnoval průmyslové sociologii, pojmem spokojenosti a interpretačními aspekty analytických výsledků.

## Dílo

### Knihy
- Matematika pro sociology (Univerzita J. E. Purkyně, Brno 1984; spoluautor M. Gregor)
- Analýza kategorizovaných dat v sociologii (Academia, Praha 1986; spoluautorka B. Řeháková)
- Automation and Industrial Workers (Pergamon Press, London 1986; s kolektivem)
- Základy SPSS/PC (Karolinum, Praha 1993; spoluautorka I. Bártová)
- Prostředky kauzálního modelování v sociologii (Sociologický ústav AV ČR, Praha 1994; spoluautor P. Mánek)

### Výzkumy
- Předvolební programy 1990 (Sociologický časopis 1991; spoluautorka B. Řeháková)
- Logitové modely: Analýza vlivu exogenních faktorů u kategorizovaných dat (Sociologický časopis 1992; spoluautorka B. Řeháková)
- Kvalita dat (Sociologický časopis 1998; třetí část se spoluautorkami I.Bártovou a J. Hamanovou)